# Єрмекеєвська сільська рада
Єрмеке́євська сільська рада (рос. Ермекеевский сельский совет) — муніципальне утворення у складі Єрмекеєвського району Башкортостану, Росія. Адміністративний центр — село Єрмекеєво.

## Населення
Населення — 4718 осіб (2019, 4754 в 2010, 4825 в 2002).

## Склад
До складу поселення входять такі населені пункти:
| Населений пункт       | Населення, осіб (2002) | Населення, осіб (2010) |
| --------------------- | ---------------------- | ---------------------- |
| Абдулкарімово, село   | 257                    | 478                    |
| Васильєвка, присілок  | 17                     | 7                      |
| Єрмекеєво, село       | 4206                   | 3937                   |
| Семено-Макарово, село | 345                    | 332                    |